# Alois Tyll
Alois Tyll (14. října 1896 – 26. srpna 1983
) byl československý politik a poslanec Národního shromáždění za Komunistickou stranu Československa.

## Biografie
Podle údajů k roku 1930 byl profesí topičem v Nymburku.
V parlamentních volbách v roce 1929 získal za Komunistickou stranu Československa poslanecké křeslo v Národním shromáždění. Do parlamentu se vrátil ještě jednou po válce. V letech 1946–1948 byl členem Ústavodárného Národního shromáždění.
Za druhé světové války byl členem komunistického odboje v regionu Nymburska. V květnu 1945 se pak zde stal prvním místopředsedou Revolučního okresního výboru. V roce 1946 se uvádí jako předseda Okresního národního výboru a bývalý politický vězeň.

## Vyznamenání
- Stříbrná medaile Řádu 25. února[1]
- Za zásluhy o výstavbu[1]
- Řád republiky[1]